# Daniel Candeias
Daniel João Santos Candeias (Fornos de Algodres, 25 febbraio 1988) è un calciatore portoghese, attaccante dell'Adanaspor.

## Caratteristiche tecniche
È un'ala destra.

## Palmarès

### Club

#### Competizioni nazionali
- Campionato portoghese: 1

Porto: 2008-2009
- Coppa del Portogallo: 1

Porto: 2008-2009
- Supercoppa di Portogallo: 1

Benfica: 2014